# Acholla (stolica tytularna)
Acholla (łac. Dioecesis Achollitanus) – stolica historycznej diecezji w Cesarstwie Rzymskim (prowincja Bizacena), współcześnie w Tunezji. Wzmianki o jej biskupach pochodzą z V i VII wieku. Od 1933 katolickie biskupstwo tytularne. 

## Biskupi tytularni
| Lp. | Biskup                                       | Funkcja                                      | Od                   | Do                   |
| --- | -------------------------------------------- | -------------------------------------------- | -------------------- | -------------------- |
| 1   | Antonio Ludovico Van der Veen Zeppenfeldt OP | wikariusz apostolski Curaçao (Holandia)      | 11 listopada 1948    | 4 lipca 1957         |
| 2   | Evelio Domínguez Recinos                     | biskup pomocniczy Tegucigalpa (Honduras)     | 11 września 1957     | 20 kwietnia 1988     |
| 3   | Georges Soubrier PSS                         | biskup pomocniczy Paryża (Francja)           | 25 czerwca 1988      | 10 października 1996 |
| 4   | Gregory Aymond                               | biskup pomocniczy Nowego Orleanu (USA)       | 19 listopada 1996    | 2 czerwca 2000       |
| 5   | Henry Theophilus Howaniec OFM                | administrator apostolski Ałmaty (Kazachstan) | 14 października 2000 | 17 maja 2003         |
| 6   | Nestor Celestial Cariño                      | biskup pomocniczy Daet (Filipiny)            | 11 czerwca 2003      | 1 kwietnia 2005      |
| 7   | Eusebio Elizondo MSpS                        | biskup pomocniczy Seattle (USA)              | 12 maja 2005         |                      |